# Grønlands Retsvæsen
Grønlands retsvæsen adskiller sig på flere måder markant fra retsvæsenet i andre lande. Kredsdommeren, domsmænd og bisiddere (forsvarere) er lokale lægfolk og ikke jurister. Først når en sag kommer for appelretten, Grønlands Landsret, optræder der juridisk uddannede anklagere, dommere og advokater. Retsvæsenet er dobbeltsproget idet der tales og skrives både grønlandsk og dansk. Grønland har heller ikke et straffesystem, som det kendes i vestlige lande. Dommeren i en kriminalsag har en bred vifte af foranstaltninger at vælge imellem i en kriminallov uden strafferammer. Anstalterne for domfældte er åbne, og de indsatte skal – så vidt muligt – arbejde uden for anstalten.
Siden rammerne for det nuværende retsvæsen blev udformet kort efter 2. verdenskrig, har det grønlandske samfund gennemgået en nærmest eksplosiv og ganske voldsom udvikling. Samfundet er nu langt mere kompliceret end dengang, hvilket bl.a. viser sig ved en stadig mere omfattende og kompliceret lovgivning, som stiller øgede krav til retsvæsenets faglige ekspertise. Samtidig er der sket en koncentration af befolkningen i byerne, og de gamle familiemønstre er ændret samtidig med en intensiv erhvervsudvikling. Derfor har der været en markant stigning i den registrerede kriminalitet frem til 1980'erne, hvorefter kriminaliteten generelt har været faldende, dog således at grove voldshandlinger, sædelighedskriminalitet og drab er relativt hyppigt forekommende forbrydelser.
Under hensyn til de ændrede samfundsforhold nedsatte den danske regering og Grønlands Hjemmestyre i 1994 Den Grønlandske Retsvæsenskommision. Hovedopgaven for kommissionen, der afleverede sin Betænkning om Det grønlandske retsvæsen ti år senere, har været at foretage en grundig gennemgang og en nyvurdering af hele det grønlandske retsvæsen og på dette grundlag at fremsætte forslag til, hvordan der kan ske en – eventuelt gennemgribende – revison af retsvæsenet i Grønland.
Kommissionens betænkning er for øjeblikket under behandling i det politiske system.